# (25595) 1999 YD9
1999 واي دي 9 (ويعرف أيضًا باسم (25595) 1999 واي دي 9 وفق تسمية الكوكب الصغير) (بالإنجليزية: 1999 YD9)‏ هو كويكب ضمن حزام الكويكبات؛ وترتيبه 25595 من حيث الاكتشاف.
اكتُشف هذا الجُرم الفلكي بواسطة غاري هغ في 29 ديسمبر 1999.

## وصلات خارجية
- (25595) 1999 YD9 في قاعدة بيانات مختبر الدفع النفاث لأجرام النظام الشمسي الصغيرة

- الاكتشاف · مخطط المدار ·  العناصر المدارية · المعلمات المادية

- (25595) 1999 YD9 على موقع ويكي سكاي: DSS2, SDSS, GALEX, IRAS, Hydrogen α, X-Ray, Astrophoto, Sky Map, Articles and images